# Chương Hóa (thành phố)

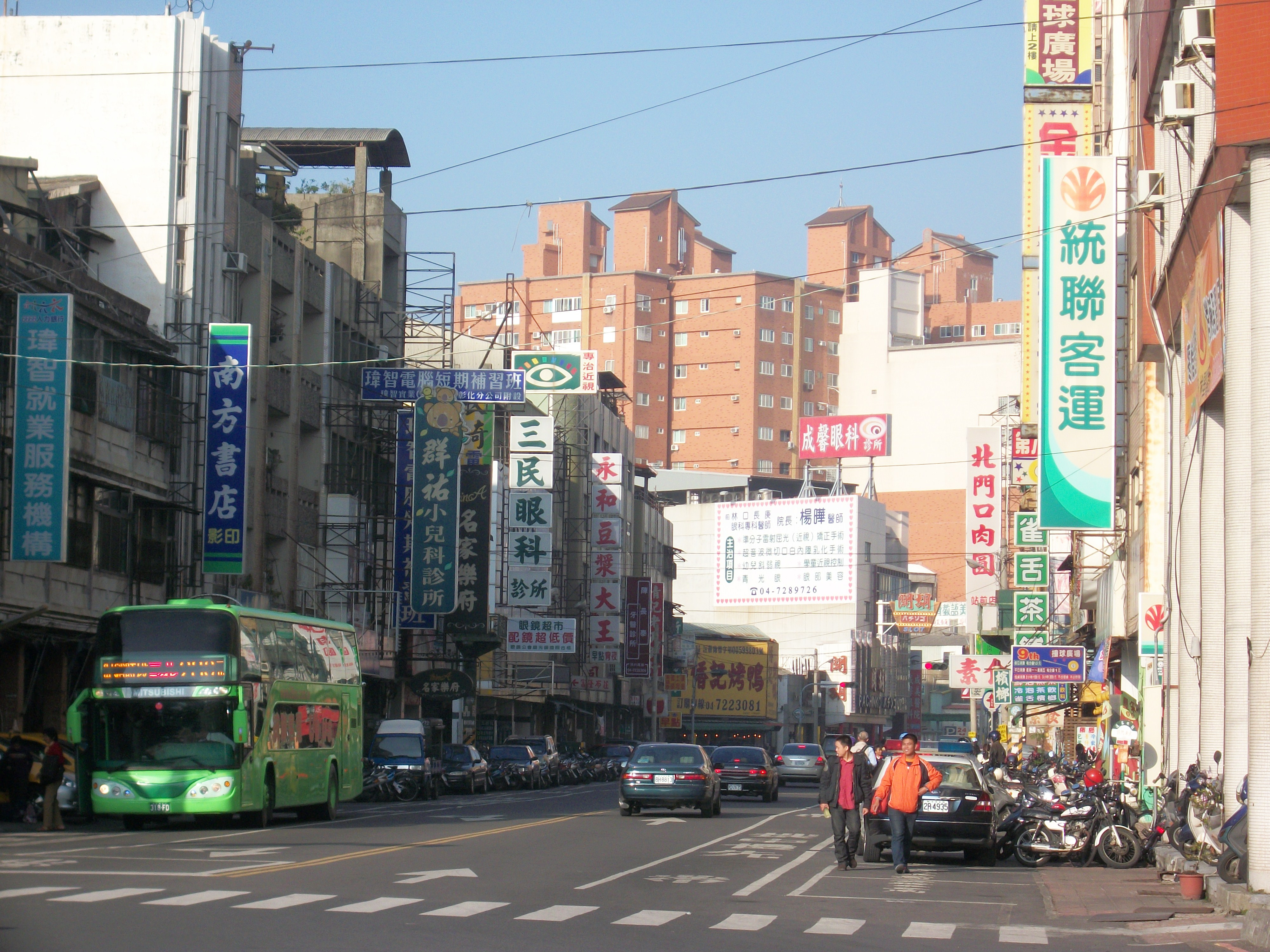
Một đoạn phố Trung Chính ở Chương Hóa

Văn phòng thành phố Chương Hóa

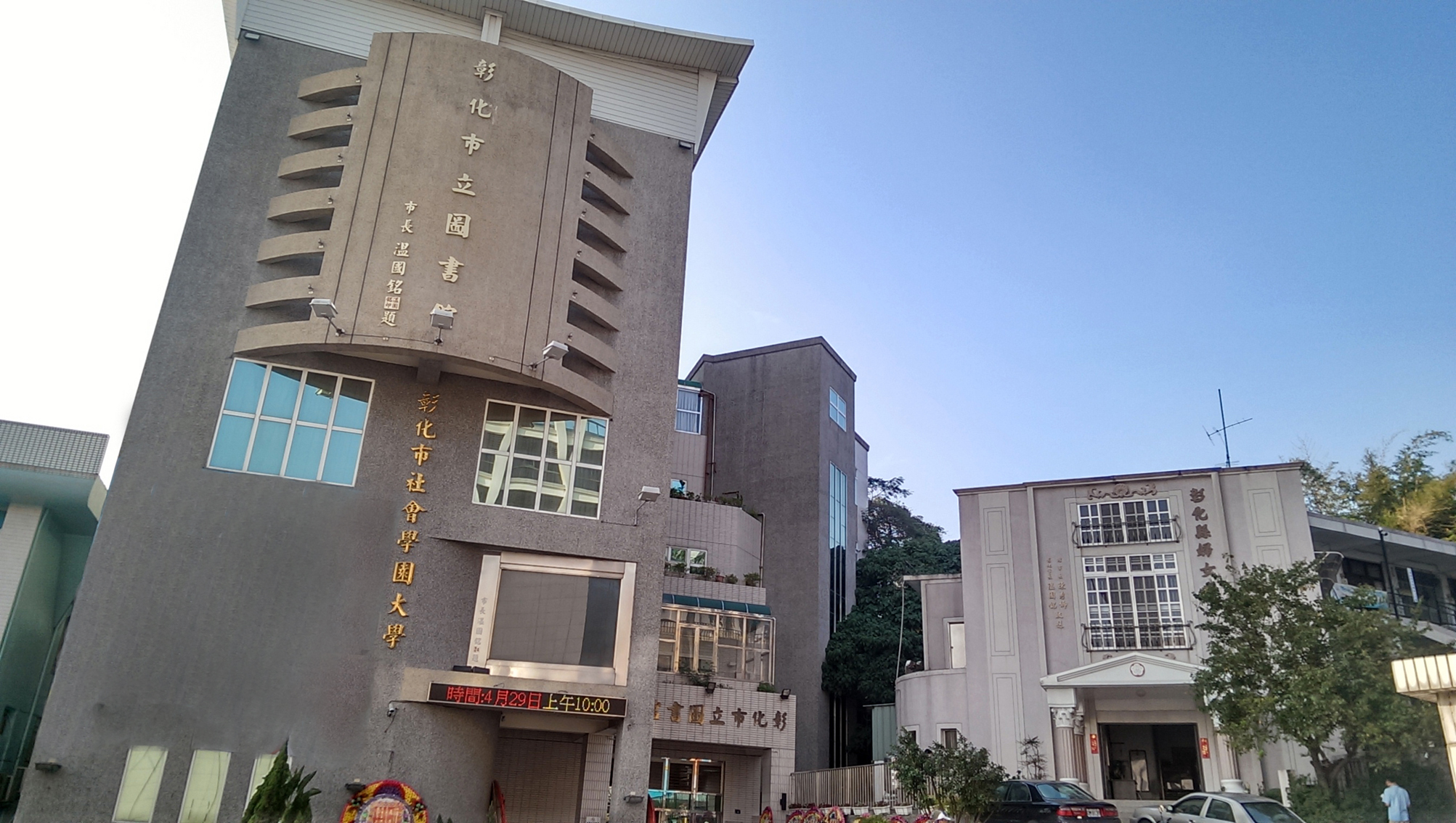
Thư viện thành phố Chương Hóa

Thành phố Chương Hóa (tiếng Trung: 彰化市; bính âm: Zhānghuà Shì) là thành phố trực thuộc huyện và là huyện lỵ của huyện Chương Hóa ở Đài Loan. Thành phố Chương Hoa có bức tượng Phật nổi tiếng cao 26m tọa trên đỉnh núi Bát Quái.
- Diện tích: 65,69 km²
- Dân số: 230.000 người

## Giáo dục

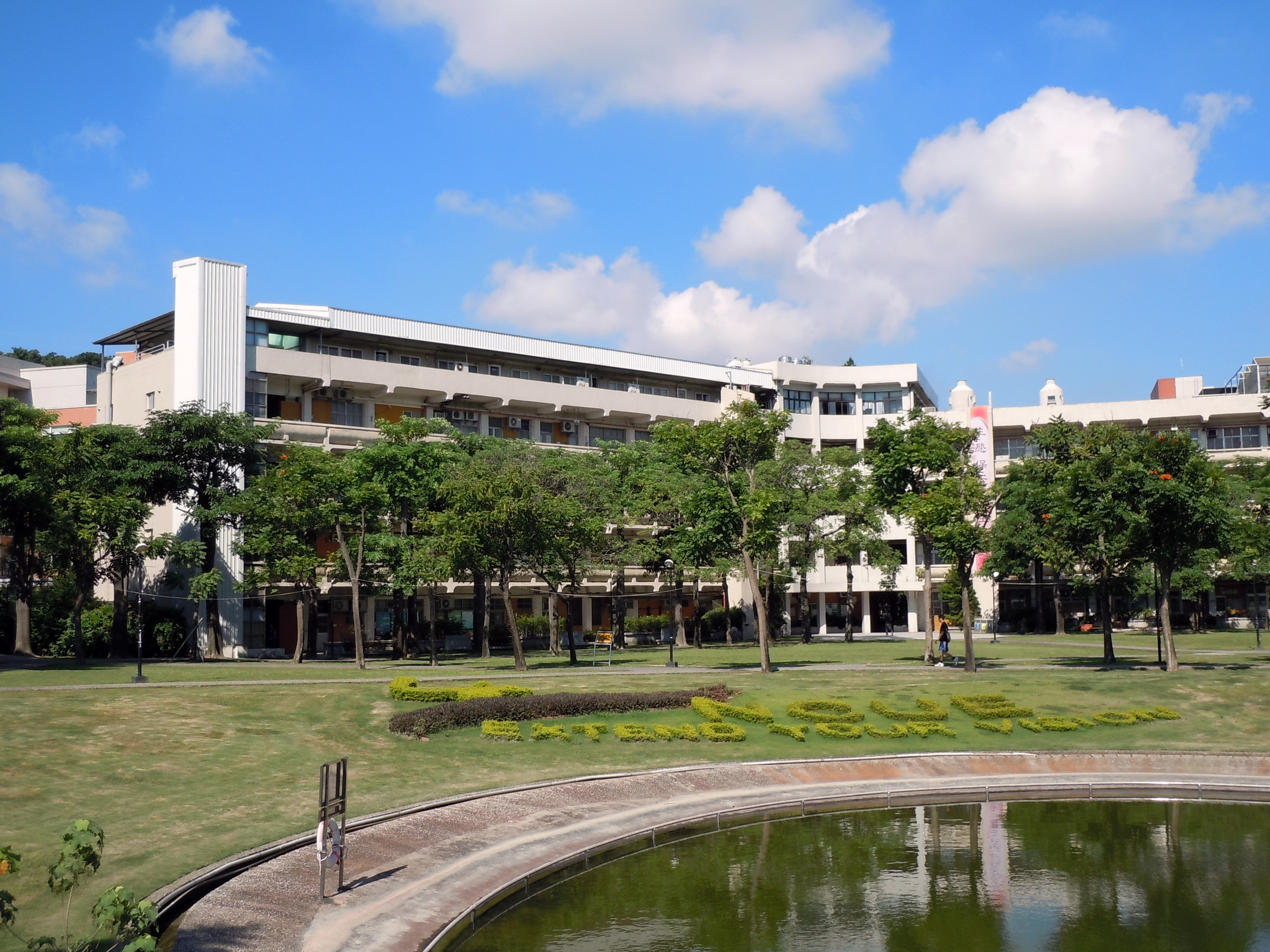
Đại học Sư phạm Công lập Chương Hóa

- Đại học công nghệ Kiến Quốc (dân lập)[2]
- Đại học Sư phạm Công lập Chương Hóa[3]

## Liên kết
- Website chính thức của Chính quyền thành phố Lưu trữ ngày 31 tháng 8 năm 2017 tại Wayback Machine(tiếng Trung)
- Trường đại học Sư phạm quốc gia Chương Hóa Lưu trữ ngày 12 tháng 11 năm 2013 tại Wayback Machine(tiếng Anh)
- National Trường đại học Sư phạm quốc gia Chương Hóa (tiếng Trung)
- Đại học công nghệ Kiến Quốc(tiếng Anh)
- Đại học công nghệ Kiến Quốc (tiếng Trung)